# Hermann-Josef Kaltenborn
Hermann-Josef Kaltenborn (* 1. Januar 1921 in Essen; † 29. März 1999 in Stolberg (Rhld.)) war deutscher Kommunalpolitiker (SPD) und Bürgermeister der Stadt Stolberg.
Der gebürtige Essener wohnte seit 1946 in Stolberg im damaligen Landkreis Aachen, seit Mitte der 1950er Jahre im Stadtteil Mausbach. In dieser Zeit begann er sein Engagement für die SPD. Von November 1969 bis Dezember 1971 gehörte er dem Rat der seinerzeit selbstständigen Gemeinde Gressenich an, zu welcher bis 1972 Mausbach gehörte. Nach der kommunalen Neugliederung wurde er aufgrund der Kommunalwahl vom 23. April 1972 Mitglied des Rates der Stadt Stolberg. Ab Oktober 1977 bis zu seiner Wahl als Bürgermeister war er Vorsitzender der SPD-Fraktion. Am 16. Oktober 1979 wurde er zum Bürgermeister der Stadt Stolberg gewählt. Er löste damit Bernhard Kuckelkorn (CDU) ab, der dieses Amt von 1952 bis 1979 bekleidete. In seine Amtszeit fiel die Sanierung der Stolberger Altstadt, die aufgrund ihres finanziellen Aufwandes und ihres Ergebnisses überregionale Bedeutung erlangte. 
Bei der Kommunalwahl im Jahr 1989 wurde Hermann-Josef Kaltenborn von seinem Herausforderer Wolfgang Hennig (CDU) überflügelt. Er übernahm daraufhin das Amt des 1. stellvertretenden Bürgermeisters, das er bis zum 8. November 1994 bekleidete. 
Hermann-Josef Kaltenborn war 39 Jahre im öffentlichen Dienst als Rechtspfleger beschäftigt. Am 31. Dezember 1985 wurde er im Rang eines Justizoberamtsrates in den Ruhestand versetzt.
Nach seinem Tode im März 1999 hinterließ er seine Frau und drei Kinder.